# José Mari
José Mari (* 10. Dezember 1978 in Sevilla; vollständiger Name José María Romero Poyón) ist ein ehemaliger spanischer Fußballspieler, der zuletzt für Deportivo Xerez spielte.

## Karriere
José Mari, war als Spieler der spanischen Fußballnationalmannschaft bei den Olympischen Sommerspielen 2000 in Sydney dabei. In Italien, spielte er bei der AC Mailand, danach wurde er an Atlético Madrid in der Saison 2002/03 ausgeliehen. Danach folgte im Sommer 2003 der Wechsel zum FC Villarreal, wo er ein Schlüsselspieler wurde. Beim Intertoto Cup triumphierte José Mari mit seiner Mannschaft, als sie den dritten Platz erreichten. Von 2007 bis 2009 spielte Jose Mari für Real Betis Sevilla, wo er nicht über die Rolle als Ergänzungsspieler hinauskam. In der Saison 2008/09 wechselte er zu Gimnàstic de Tarragona und ein Jahr später zu Deportivo Xerez in die Segunda Division, wo er 2013 seine Karriere beendete.
Bei der AC Mailand, trug José Mari nicht wie gewöhnlich die Rückennummer 14, sondern die Nummer 41, zu Ehren seines Idols Johan Cruyff.